# 詹桥镇
詹桥镇，中华人民共和国湖南省岳阳市临湘市下属的一个镇，位于临湘市东南部。301省道经过镇区。境内大云山为国家级森林公园。

## 建制沿革
- 1956年，设詹桥乡；
- 1958年，属詹桥公社；
- 1961年，析出贺畈公社；
- 1984年，改置詹桥乡，旋即析出壁山乡；
- 1985年，改置詹桥镇；
- 2008年，贺畈乡、壁山乡并入。

## 行政区划
詹桥镇下辖1个居委会和30个行政村：
- 詹桥居委会
- 大界村、三界村、占桥村、明月村、印石村、排柳村、红岭村、高岭村、新沙村、沙团村、雁南村、团湾村、水泉村、贺畈村、白竹村、西冲村、东冲村、鸦山村、分水村、抬头村、金星村、观山村、云山村、群建村、壁山村、长浩村、星明村、黄泥村、长坪村、余湾村